# ولاسیفسکایا (شهرستان ورخنتویمسکی، استان آرخانگلسک)
ولاسیفسکایا (به لاتین: Vlasyevskaya) یک منطقهٔ مسکونی در روسیه است که در استان آرخانگلسک واقع شده‌است.